# Peter-Paulkatedralen
Peter-Paulkatedralen (ryska: Петропавловский собор) är en kyrka som är belägen i Peter-Paulfästningen i Sankt Petersburg. Den uppfördes 1712–1733 efter ritningar av den schweizisk-ryske arkitekten Domenico Trezzini på uppdrag av tsar Peter den store. Katedralen var de ryska kejsarnas begravningskyrka.